# برنيقيات
البرنيقيات (الإسم العلمي:Hippopotamidae)، هي فصيلة من الثدييات تتبع رتبة المزدوجات الأصابع، هُناك نوعان فقط في هذه الفصيلة، وهُما فرس النهر القزم وفرس النهر.
البرنيقيات هي ثدييات كبيرة، ولها أقدام قصيرة، وجسمٌ مُمتلئ، وأفواه ضخمة، ورؤوس كبيرة، ولديهم أربعة أصابع، ويتغذون على النباتات.